# Nicolas Rousseau
Nicolas Rousseau (Château-Renault, 16 marzo 1983) è un ex ciclista su strada e pistard francese, professionista dal 2007 al 2012.

## Carriera
La sua carriera da professionista è iniziata nel 2007 con la AG2R Prévoyance diretta da Vincent Lavenu. Negli anni seguenti ha ottenuto due vittorie da pro, una alla Route du Sud e una alla Tropicale Amissa Bongo in Gabon, oltre a piazzamenti in corse francesi e ad un 122º posto finale al Giro d'Italia 2008.
Sempre nel 2008 è stato uno dei quattro elementi della squadra francese dell'inseguimento ai Giochi olimpici di Pechino (hanno chiuso all'ottavo posto). Dal 2011 al 2012 ha vestito la divisa della Big Mat-Auber 93, squadra francese con licenza Continental; nel 2013 gareggia invece per l'Entente Sud Gascogne, squadra dilettantistica, e nel 2014 per lo Stade Montois.

## Palmarès
- 2006 (Dilettanti Under-23, UC Châteauroux)

Prix d'Automne Rôchefoucault
- 2009 (AG2R La Mondiale, una vittoria)

1ª tappa Route du Sud (Pau > Pau)
- 2010 (AG2R La Mondiale, una vittoria)

3ª tappa La Tropicale Amissa Bongo (Ngouoni > Moanda)

## Piazzamenti

### Grandi Giri
- Giro d'Italia

2008: 122º

### Competizioni mondiali
- Giochi olimpici

Pechino 2008 - Inseguimento a squadre: 8º